# Scincella assatus
Espèce
Synonymes
- Lampropholis assatus Cope, 1864
- Leiolopisma assatum (Cope, 1864)
- Sphenomorphus assatus (Cope, 1864)
- Leiolopisma assatum taylori Oliver, 1937

Scincella assatus est une espèce de sauriens de la famille des Scincidae.

## Répartition
Cette espèce se rencontre dans l’État de Colima au Mexique, au Guatemala, au Salvador, au Nicaragua et au Honduras.

## Description
C'est un saurien ovipare.

## Liste des sous-espèces
Selon The Reptile Database (30 novembre 2012) :
- Scincella assatus assatus (Cope, 1864)
- Scincella assatus taylori (Oliver, , 1937)

## Publications originales
- Cope, 1864 : Contributions to the herpetology of tropical America. Proceedings of the Academy of Natural Sciences of Philadelphia, vol. 16, p. 166-181 (texte intégral).
- Oliver, 1937 : Notes on a collection of amphibians and reptiles from the State of Colima, Mexico. Occasional Papers of the Museum of Zoology, University of Michigan, no 360, p. 1-28 (texte intégral).